# Burton Watson
Burton Watson (13. června 1925 New York – 1. dubna 2017 Kamagaja, prefektura Čiba, Japonsko) byl významný překladatel z japonské a čínské literatury do anglického jazyka. Studoval na Stanfordově a Kolumbijské univerzitě a na univerzitě v Kjótu.

## Nejvýznamnější překlady
- The Lotus Sutra
- The Vimalakirti Sutra
- Chuang Tzu: Basic Writings
- Mo Tzu: Basic Writings
- Han Fei Tzu: Basic Writings
- Ryōkan: Zen Monk-Poet of Japan
- Saigyo: Poems of a Mountain Home
- The Columbia Book of Chinese Poetry: From Early Times to the Thirteenth Century

Veškerá tato díla byla publikována vydavatelstvím Columbia University Press.